# Metacnephia amphora
Metacnephia amphora är en tvåvingeart som beskrevs av Ladle och Bass 1975. Metacnephia amphora ingår i släktet Metacnephia och familjen knott. Inga underarter finns listade i Catalogue of Life.